# Jonathan Castro
Jonathan Castro Otto (ur. 3 marca 1994 w Vigo) – hiszpański piłkarz występujący na pozycji obrońcy w angielskim klubie Wolverhampton Wanderers.